# Biserica Adormirea Maicii Domnului (fostă luterană) din Ilișești

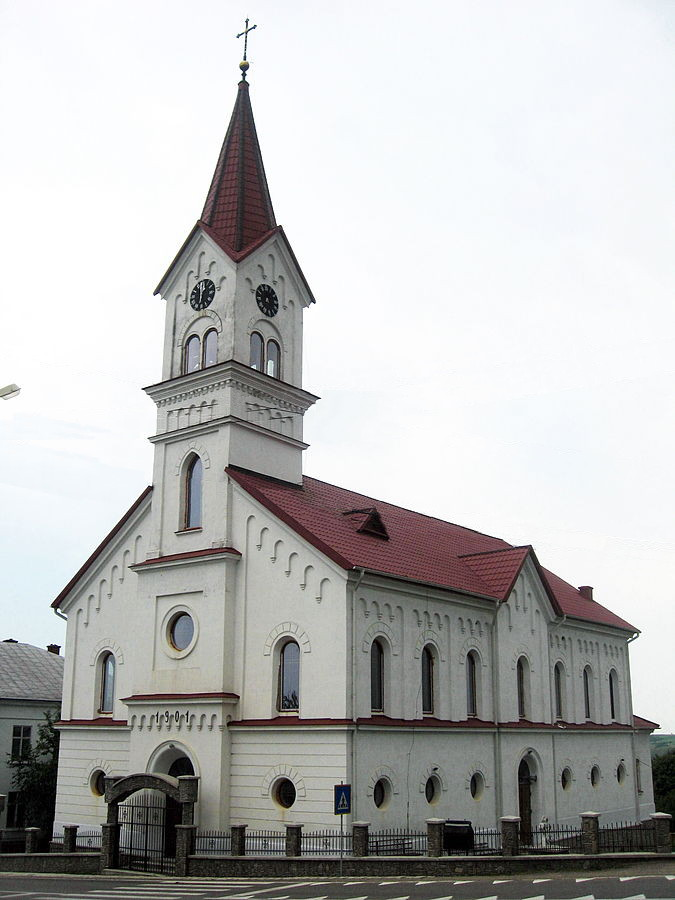
Biserica "Adormirea Maicii Domnului" (fostă luterană) din Ilişeşti

Biserica "Adormirea Maicii Domnului" (fostă luterană) din Ilișești este un lăcaș de cult construit în anul 1901 în satul Ilișești (județul Suceava). Ea a funcționat inițial ca biserică evanghelică (luterană) până în 1940, când germanii din localitate au emigrat în Germania. Rămasă mult imp nefolosită, biserica a fost devastată și jefuită. Ea a fost preluată în 1986 de către comunitatea ortodoxă din sat care a reparat-o, fiind sfințită ca biserică ortodoxă în anul 1990. În prezent, aici se celebrează slujbele religioase ale comunității ortodoxe din Ilișești. 
Ea are același hram cu cel bisericii fostei mănăstiri Ilișești, construită în perioada 1709-1714 de marele medelnicer Ionașcu Isăcescu și care este inclusă pe Lista monumentelor istorice din județul Suceava din anul 2010. 

## Istoric

### Comunitatea germană din Ilișești
După anexarea Bucovinei de către Imperiul Habsburgic (1775), autoritățile austriece au adus aici coloniști de origine germană, care proveneau din diverse regiuni ale imperiului și din landurile germane. Primii coloniști germani au sosit la Ilișești (în germană Illischestie) în 1787 și erau țărani din Hessen, Pfalz și Baden, de confesiune evanghelică (luterană). 
În anul 1859 a fost înființat Protopopiatul Evanghelic din Ilișești, condus de pastorul Franz Samuel Traugott Gorgon, care a slujit și la Ițcanii Noi până la moartea sa din 1900.  Fiica pastorului evanghelic din Ilișești, Berta Gorgon, a fost marea iubire a compozitorului Ciprian Porumbescu (1853-1883). 
Comunitatea germană a continuat să crească până în 1918. Pe măsura dezvoltării comunității germane, s-a construit în sat o școală germană, care a funcționat ca „Școală Privată Germană Protestantă” până în 1940. Etnicii germani au construit și biserici: o biserică catolică (1895) și una protestantă (1901). 
După Unirea Bucovinei cu România (1918), numărul germanilor din Ilișești s-a menținut constant. În anul 1930, populația satului Ilișești (care era și reședință a Plasei Ilișești din județul Suceava) era de 4.228 locuitori, dintre care 2.030 români (48,01%), 2.001 germani (47,32%), 130 evrei (3,07%), 44 țigani, 7 armeni, 7 cehi și slovaci, 4 ruteni, 3 polonezi, 1 rus și 1 de alt neam.  După religie, locuitorii satului erau grupați astfel: 2.066 ortodocși (48,86%), 1.868 evanghelici (luterani) (44,18%), 151 romano-catolici (3,57%), 131 mozaici (3,09%), 7 armeni, 4 adventiști și 1 greco-catolic. 

### Biserica din Ilișești
Comunitatea germană de religie luterană a construit în Ilișești în anul 1901 o biserică pentru a deservi necesitățile de cult ale credincioșilor germani de confesiune evanghelică. Anul dării în folosință (1901) se află înscris deasupra intrării principale în lăcașul de cult.
După datele Recensământului general al populației României din 29 decembrie 1930, în satul Ilișești locuiau 1.868 credincioși evanghelici (luterani), reprezentând 44,18% din populația localității. 
În anul 1940 etnicii germani au emigrat în zone ocupate de Germania Nazistă în perioada celui de-al Doilea Război Mondial, în cadrul planului autorităților germane de a-i aduce în patrie (Heim ins Reich) pe germanii din sud-estul Europei. România și Germania au încheiat o convenție prin care statul român se obliga să achite despăgubiri pentru fiecare clădire în parte, inclusiv pentru terenurile și pădurile germanilor care au emigrat. O comisie mixtă româno-germană a făcut inventarierea bunurilor lăsate de germanii repatriați. Statul român a preluat aceste bunuri, achitând statului german contravaloarea lor în cereale și petrol, urmând ca statul german să-i despăgubească pe nemții repatriați. 
Printr-un proces-verbal, statul român a preluat biserica evanghelică din Ilișești. Fosta biserică luterană a fost nefolosită o lungă perioadă, în acest timp ea fiind devastată și jefuită. În anul 1986, fosta biserică luterană din sat a fost trecută în patrimoniul Parohiei ortodoxe Ilișești. Comunitatea ortodoxă locală a reabilitat lăcașul de cult, care a fost sfințit în 1990 cu hramul "Adormirea Maicii Domnului". 
În ultimul deceniu al secolului al XX-lea, structura de rezistență al vechii biserici ortodoxe din Ilișești a fost puternic afectată de lucrările de infrastructură la drumul care leagă Suceava de Gura Humorului. Ca urmare a faptului că autoritățile de stat nu au alocat fonduri pentru consolidarea acestui monument istoric, lăcașul de cult a început să se ruineze. Astfel, biserica a fost închisă din cauza pericolului de prăbușire a pereților, iar preotul ortodox din localitate a început să slujească în fosta biserică evanghelică (construită în 1901 de comunitatea germană din Ilișești, ai cărei membri au emigrat în Germania în 1940). 

## Arhitectura bisericii
Biserica "Adormirea Maicii Domnului" (fostă luterană) din Ilișești este construită din cărămidă, în stil neogotic german. Ea are un plan suplu și rafinat, fiind înaltă și sobră.
Edificiul are următoarele dimensiuni: 34,11 m – lungime, 15,50 m – lățime, 12 m - înălțimea până la acoperiș, 23 m - înălțime până la cruce, 1 m - grosimea la bază. Turnul bisericii are lungimea de 4,60 m, lățimea de 4,30 m  și o grosime a zidurilor de 0,80 m. 
Deasupra intrării principale se află înscris anul "1901", anul dării în folosință a bisericii. După cum se observă din fotografiile mai vechi, deasupra anului era scris anterior cu caractere gotice următorul text în limba germană: "Ein' feste Burg ist unser Gott", acesta fiind titlul unui cântec religios compus înainte de 1529 de Martin Luther (muzică și versuri). Cântecul românesc corespunzător se numește "Cetate tare-i Dumnezeul nostru". Traducerea literală a titlului ar fi "Dumnezeul nostru este o cetate puternică".

## Imagini

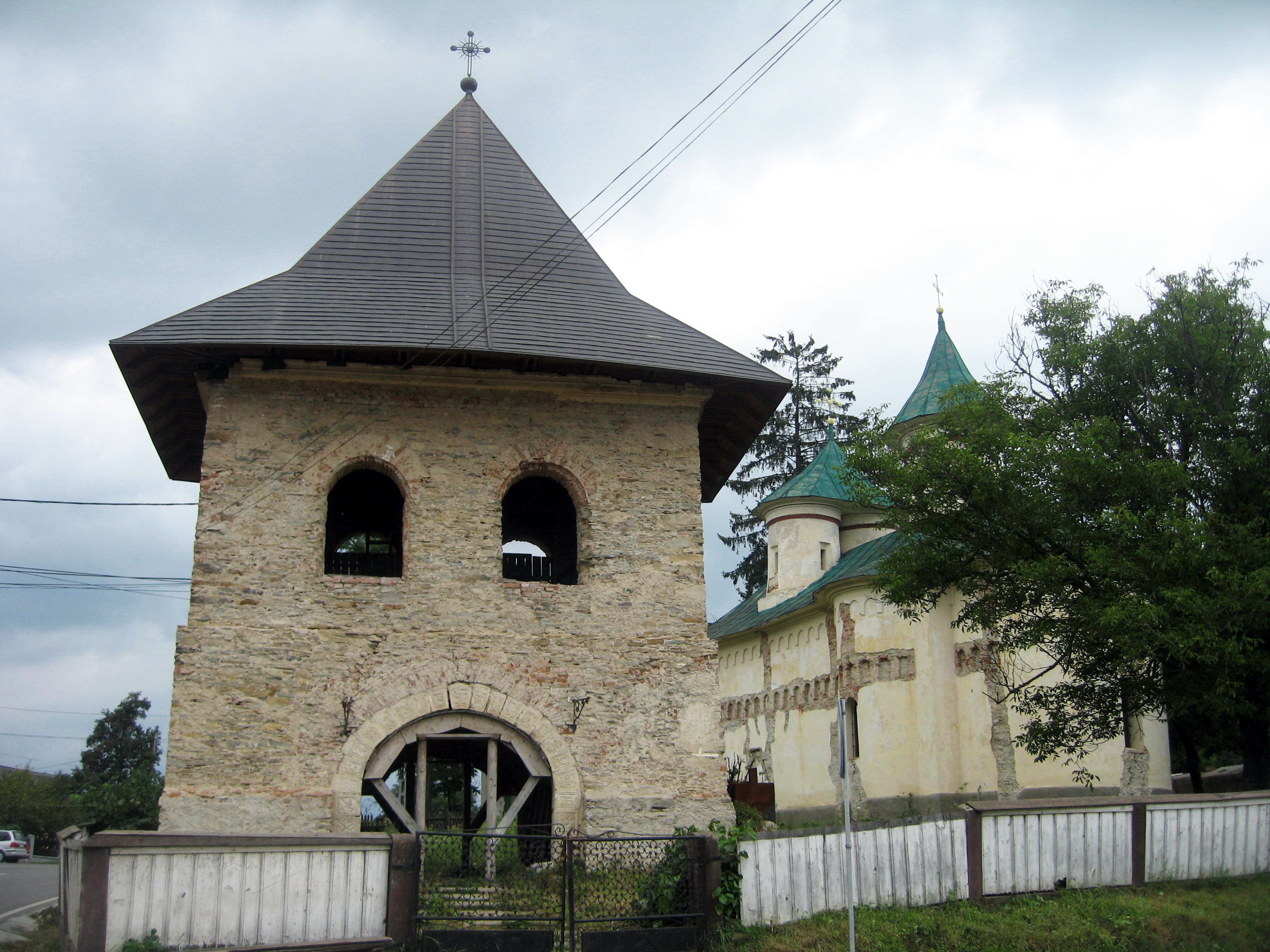
Turnul-clopotniţă şi biserica fostei mănăstiri
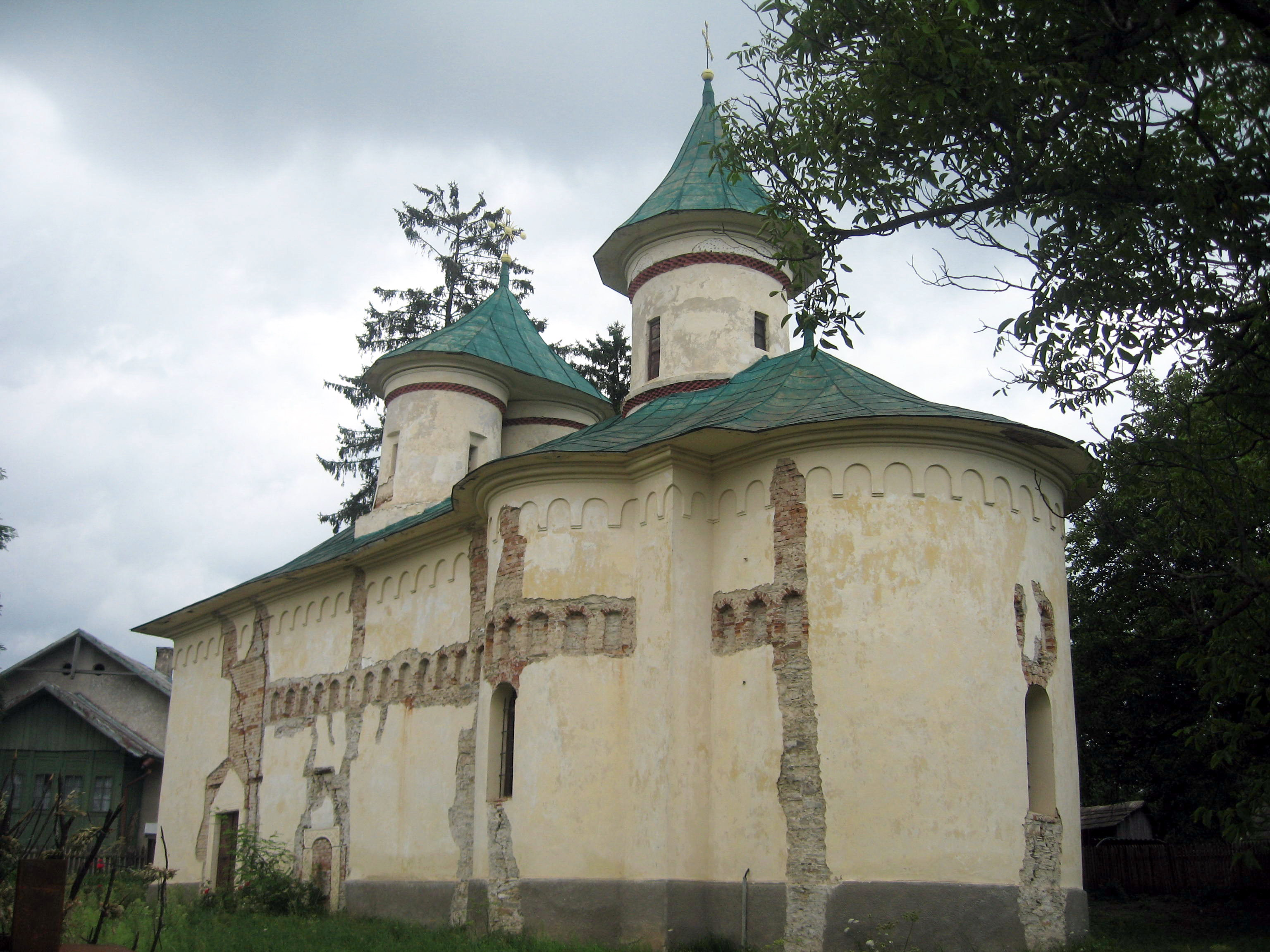
Biserica fostei mănăstiri
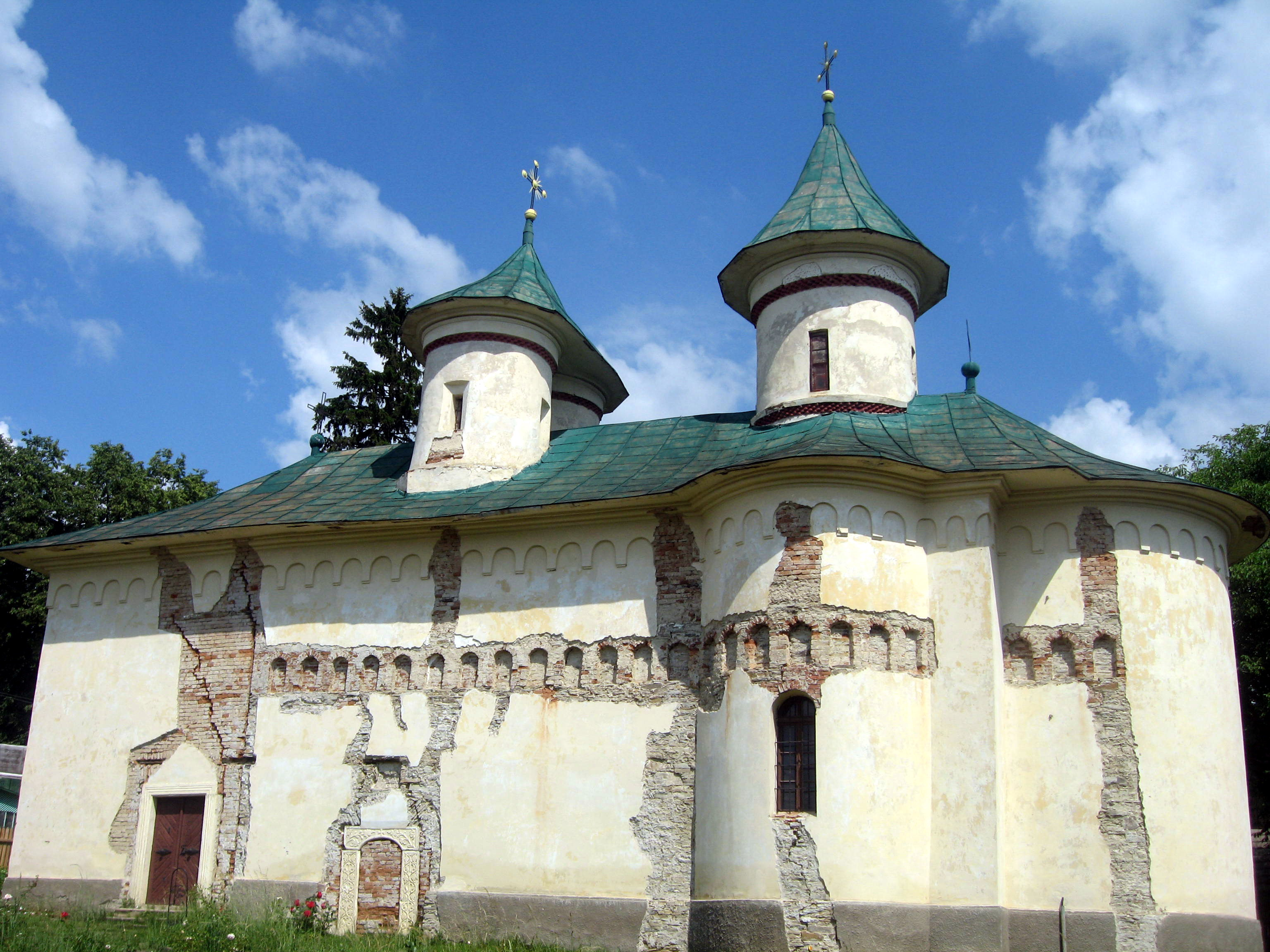
Biserica fostei mănăstiri
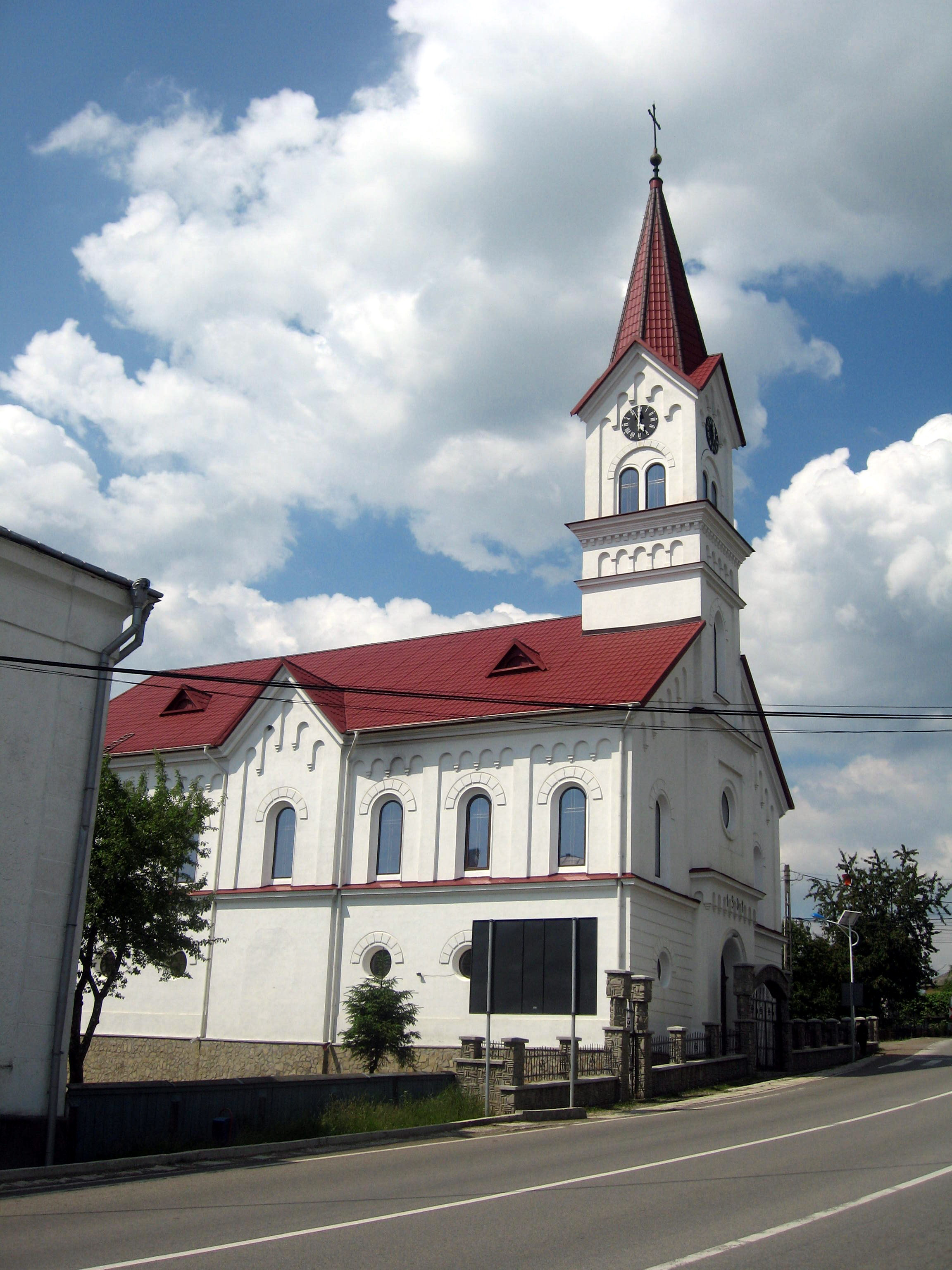
Fosta biserică evanghelică din Ilişeşti
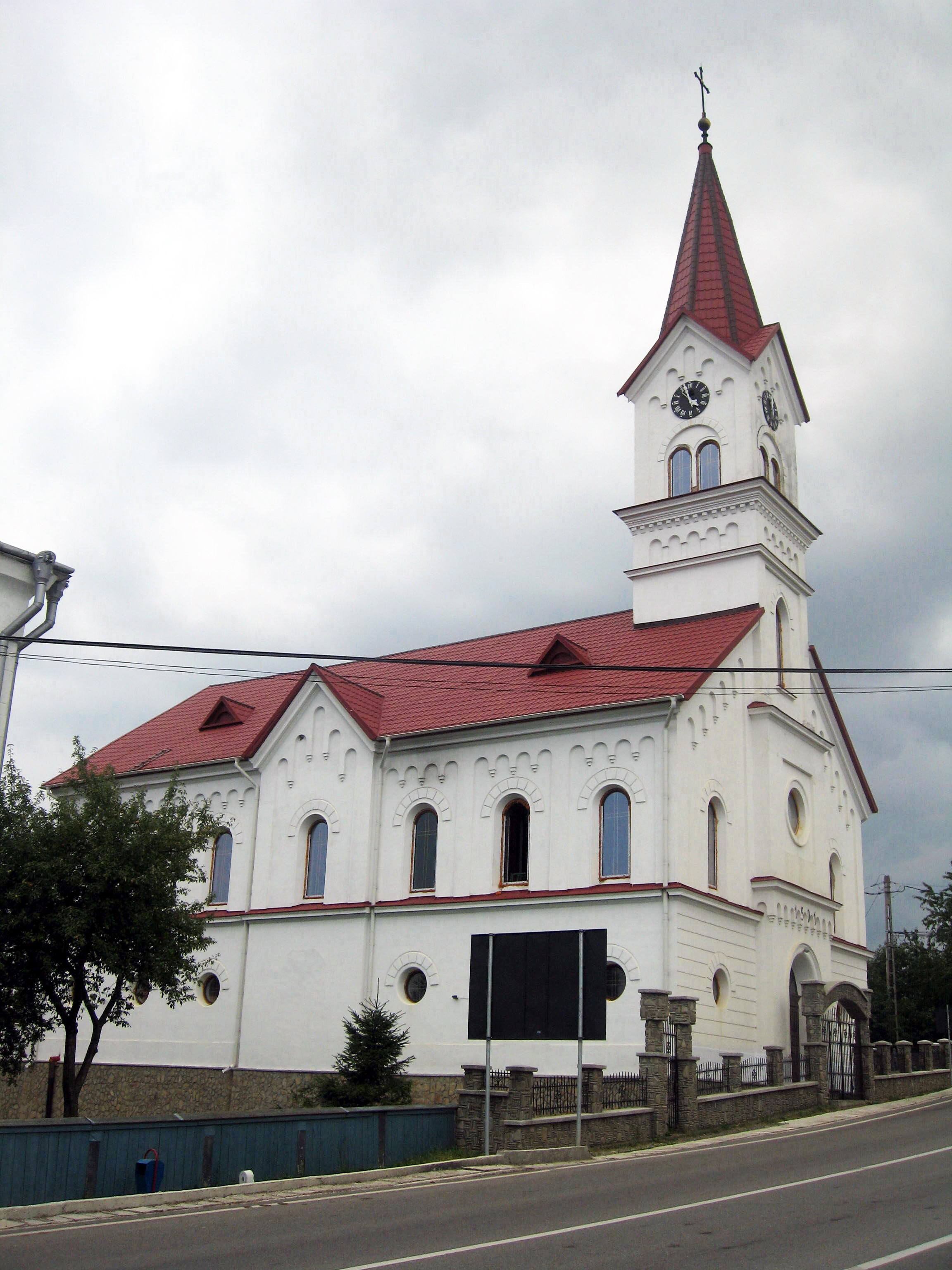
Fosta biserică evanghelică din Ilişeşti
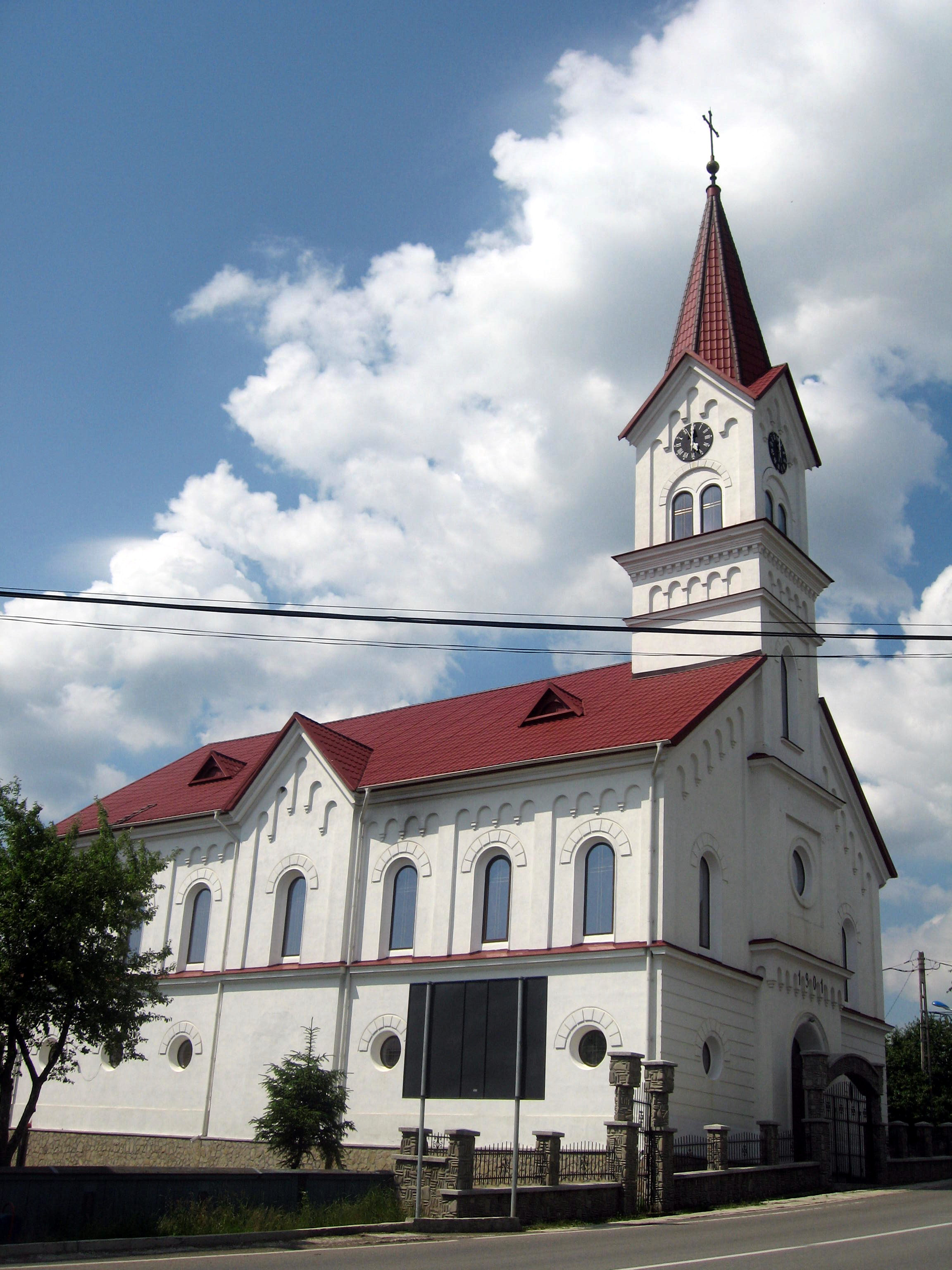
Fosta biserică evanghelică din Ilişeşti
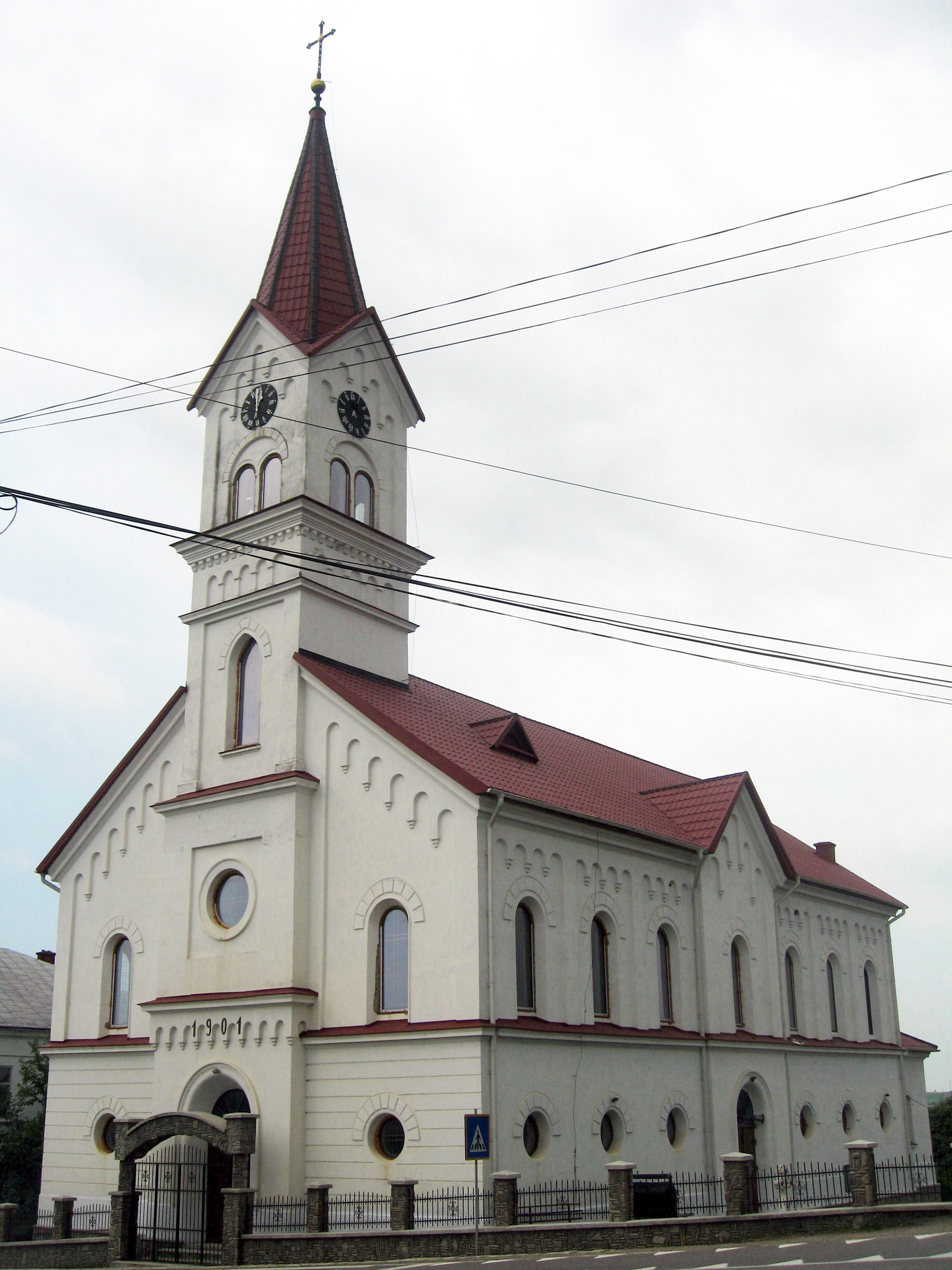
Fosta biserică evanghelică din Ilişeşti
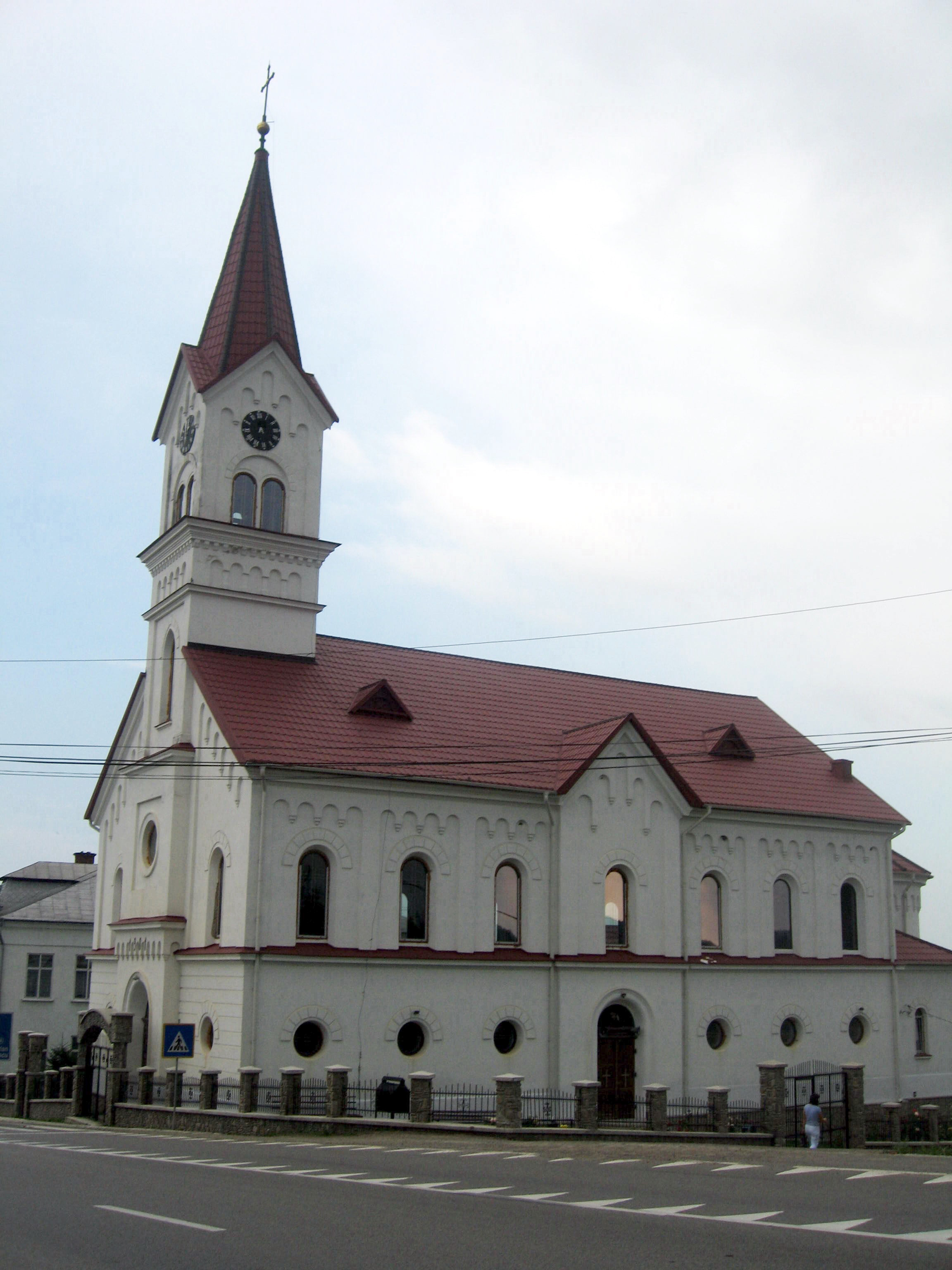
Fosta biserică evanghelică din Ilişeşti
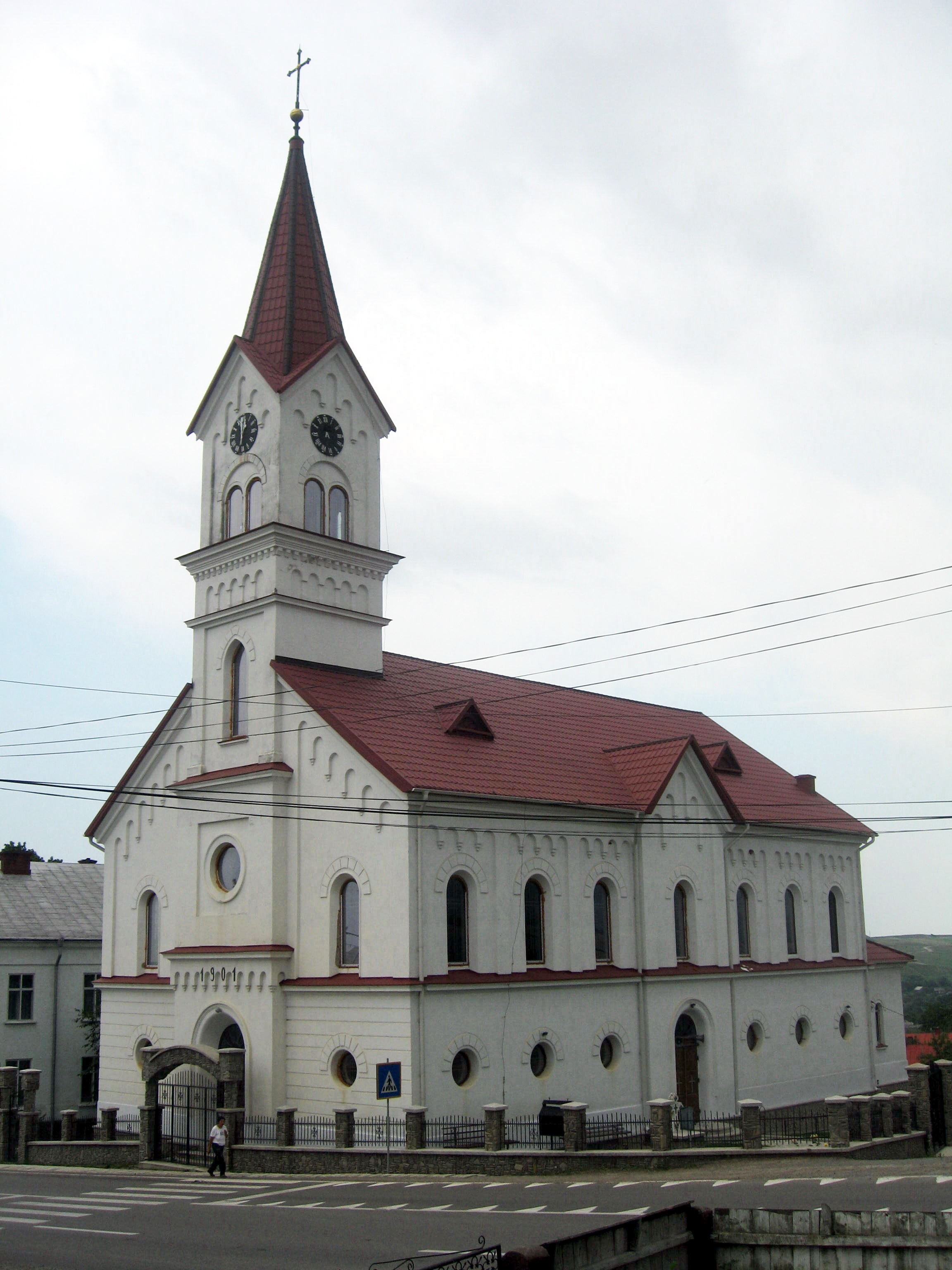
Fosta biserică evanghelică din Ilişeşti